# فاليري ازلينن
فاليري ازلينن (بالإنجليزية: Valerie Azlynn)‏ مواليد 25 نوفمبر 1980 في كونيتيكت، الولايات المتحدة، هي ممثلة أمريكية بدأت مسيرتها الفنية عام 1998.

## الأعمال

### أفلام
- قسطنطين
- المكسور
- الرعد الاستوائي
- بدائل

## روابط خارجية
- فاليري ازلينن على موقع IMDb (الإنجليزية)
- فاليري ازلينن على موقع ألو سيني (الفرنسية)
- فاليري ازلينن على موقع أول موفي (الإنجليزية)
- فاليري ازلينن على موقع قاعدة بيانات الأفلام السويدية (السويدية)
- فاليري ازلينن على موقع قاعدة بيانات الفيلم (الإنجليزية)
- فاليري ازلينن على موقع كينوبويسك (الروسية)